# Adventure (álbum de Madeon)
Adventure es el álbum de debut del productor discográfico francés, DJ, compositor y músico Madeon, lanzado el 27 de marzo de 2015 por Columbia Records. El talento de características del álbum y vocalistas como Kyan, Dan Smith de Bastille, Passion Pit, Mark Foster de Foster the People y Aquilo y estuvo producido enteramente por Madeon.
El álbum fue promovido por cinco canciones: Imperium, You're On, Pay No Mind, Home y Nonsense, mientras que el deluxe también incluye Icarus, Finale, The City, Cut the Kid, Technicolor y una pista de bonificación en colaboración con Vancouver Sleep Clinic. El álbum recibió reseñas positivas de los críticos.

## Promoción
En septiembre de 2014, una nueva canción de Leclercq llamada Imperium fue lanzada extraoficialmente como parte de la banda sonora del videojuego FIFA 15.
El 8 de diciembre de 2014, Leclercq lanzó el segundo sencillo titulado You're On con el cantante Kyan. La canción se presentó en el videojuego de Konami, Pro Evolution Soccer 2016.

## Embalaje
Al igual que sus versiones anteriores, Leclercq diseño todas las obras de arte el mismo, con la representación de "escapar de la ciudad, para llegar al desierto" en cada una de las obras de arte. La portada del álbum se compone de un desierto rojo y el azul del cielo. La única obra de arte incluye el nombre del artista Madeon, y el nombre de la pista escrito en el 'alfabeto Madeon' en la esquina superior derecha.

## Lista de canciones
Edición estándar:

| N.º | Título                                | Duración |  |
| 1.  | «Isometric (Intro)»                   | 1:20     |  |
| 2.  | «You're On» (featuring Kyan)          | 3:12     |  |
| 3.  | «OK»                                  | 3:01     |  |
| 4.  | «La Lune» (featuring Dan Smith)       | 3:39     |  |
| 5.  | «Pay No Mind» (featuring Passion Pit) | 4:09     |  |
| 6.  | «Beings»                              | 3:35     |  |
| 7.  | «Imperium»                            | 3:18     |  |
| 8.  | «Zephyr»                              | 3:40     |  |
| 9.  | «Nonsense» (featuring Mark Foster)    | 3:35     |  |
| 10. | «Innocence» (featuring Aquilo)        | 3:44     |  |
| 11. | «Pixel Empire»                        | 4:04     |  |
| 12. | «Home»                                | 3:45     |  |

Pistas bonus de la edición deluxe:

| Deluxe edition bonus tracks |                                                   |                                      |          |  |
| N.º                         | Título                                            | Escritor(es)                         | Duración |  |
| 13.                         | «Icarus»                                          | Hugo Leclercq                        | 3:34     |  |
| 14.                         | «Finale» (featuring Nicholas Petricca)            | Hugo Leclercq, Nicholas Petricca     | 3:24     |  |
| 15.                         | «The City»                                        | Hugo Leclercq, Cass Lowe, Zak Waters | 3:53     |  |
| 16.                         | «Cut the Kid»                                     | Hugo Leclercq                        | 3:17     |  |
| 17.                         | «Technicolor»                                     | Hugo Leclercq                        | 6:25     |  |
| 18.                         | «Only Way Out» (featuring Vancouver Sleep Clinic) | Hugo Leclercq, Tim Bettinson         | 3:46     |  |

## Posicionamiento en listas
| Listas (2015)                  | Mejor posición |
| ------------------------------ | -------------- |
| Australia (ARIA)               | 31             |
| Bélgica (Ultratop flamenca)    | 169            |
| Bélgica (Ultratop valona)      | 118            |
| Francia (SNEP)                 | 29             |
| Reino Unido (UK Albums Chart)  | 30             |
| Estados Unidos (Billboard 200) | 43             |